# Emtricitabine/tenofovir
Emtricitabine/tenofovir, được bán với tên thương mại là Truvada cùng với một số những tên khác, là một loại thuốc dùng để điều trị và phòng ngừa nhiễm HIV/AIDS. Đây là một công thức kết hợp liều cố định của hai loại thuốc kháng retrovirus là tenofovir disoproxil và emtricitabine. Nếu dùng để điều trị, chúng có thể được sử dụng một mình hoặc kết hợp cùng với các thuốc kháng retrovirus khác.  Nếu dùng để phòng ngừa trước khi phơi nhiễm, ở những người có nguy cơ cao, chúng cũng được khuyến khích với sử dụng biện pháp tình dục an toàn. Chúng không giúp chữa khỏi HIV / AIDS. Emtricitabine/tenofovir được đưa vào cơ thể qua đường miệng.
Tác dụng phụ thường gặp bao gồm nhức đầu, cảm thấy mệt mỏi, khó ngủ, đau bụng, sụt cân và phát ban. Tác dụng phụ nghiêm trọng có thể có như tăng nồng độ lactate trong máu và làm phình gan. Sử dụng trong khi mang thai dường như không gây hại cho em bé.
Emtricitabine/tenofovir đã được chấp thuận cho sử dụng y tế tại Hoa Kỳ vào năm 2004. Nó nằm trong danh sách các thuốc thiết yếu của Tổ chức Y tế Thế giới, tức là nhóm các loại thuốc hiệu quả và an toàn nhất cần thiết trong một hệ thống y tế. Chi phí bán buôn ở các nước đang phát triển là khoảng 6,06 đến 7,44 USD mỗi tháng. Tại Hoa Kỳ, tính đến năm 2016, chi phí bán buôn là khoảng 1.415 USD mỗi tháng.